# Кошарка на Летњим олимпијским играма 2016.
Кошарка на Летњим олимпијским играма 2016. године било је деветнаесто издање такмичења у кошарци на Летњим олимпијским играма. Одржан је у Рију де Жанеиру у Бразилу, од 6. до 21. августа 2016. Прелиминарни мечеви и нокаут рунда, за мушкарце, одиграни су у Кариока арени 1, док су жене играле на Омладинској арени. Ово је први пут да су се мушки и женски олимпијски турнири играли на више места одједном.
Држава домаћин, Бразил, није успела да се пласира у четвртфинале, и мушког и женског турнира, пошто је елиминисана из групне фазе. Три државе, у обе могуће категорије, освојиле су све три медаље: Сједињене Државе (које су освојиле оба турнира), Србија и Шпанија.

## Распоред такмичења
| Г | Групна фаза | ¼ | Четвртфинала | ½ | Полуфинале | Т | Утакмица за треће место | Ф | Финале |

| ДатумТурнир | Суб 6. | Нед 7. | Пон 8. | Уто 9. | Сре 10. | Чет 11. | Пет 12. | Суб 13. | Нед 14. | Пон 15. | Уто 16. | Сре 17. | Чет 18. | Пет 19. | Суб 20. | Суб 20. | Нед 21. | Нед 21. |
| ----------- | ------ | ------ | ------ | ------ | ------- | ------- | ------- | ------- | ------- | ------- | ------- | ------- | ------- | ------- | ------- | ------- | ------- | ------- |
| Мушкарци    | Г      | Г      | Г      | Г      | Г       | Г       | Г       | Г       | Г       | Г       |         | ¼       |         | ½       |         |         | Т       | Ф       |
| Жене        | Г      | Г      | Г      | Г      | Г       | Г       | Г       | Г       | Г       |         | ¼       |         | ½       |         | Т       | Ф       |         |         |

## Дворане
| Рио де Жанеиро, Држава Рио де Жанеиро | Рио де Жанеиро, Држава Рио де Жанеиро | Рио де Жанеиро, Држава Рио де Жанеиро |
| ------------------------------------- | ------------------------------------- | ------------------------------------- |
| Кариока арена 1                       | Кариока арена 1Омладинска арена       | Омладинска арена                      |
| Капацитет: 16.000                     | Кариока арена 1Омладинска арена       | Капацитет: 5.000                      |
|                                       | Кариока арена 1Омладинска арена       |                                       |

## Квалификације

### Мушке квалификације
| Сврха квалификације                            | Датум                         | Venue       | Berths | Qualified        |
| ---------------------------------------------- | ----------------------------- | ----------- | ------ | ---------------- |
| 2014 FIBA Basketball World Cup                 | 31 August – 14 September 2014 | Шпанија     | 1      | Сједињене Државе |
| Host nation                                    | 9 August 2015                 | Tokyo       | 1      | Бразил           |
| 2015 FIBA Oceania Championship                 | 15–18 August 2015             | Various     | 1      | Аустралија       |
| AfroBasket 2015                                | 19–30 August 2015             | Radès       | 1      | Нигерија         |
| 2015 FIBA Americas Championship                | 31 August – 12 September 2015 | Mexico City | 2      | Венецуела        |
| 2015 FIBA Americas Championship                | 31 August – 12 September 2015 | Mexico City | 2      | Аргентина        |
| EuroBasket 2015                                | 5–20 September 2015           | Various     | 2      | Шпанија          |
| EuroBasket 2015                                | 5–20 September 2015           | Various     | 2      | Литванија        |
| 2015 FIBA Asia Championship                    | 23 September – 3 October 2015 | Changsha    | 1      | Кина             |
| 2016 FIBA World Olympic Qualifying Tournaments | 4–10 July 2016                | Belgrade    | 1      | Србија           |
| 2016 FIBA World Olympic Qualifying Tournaments | 4–10 July 2016                | Pasay       | 1      | Француска        |
| 2016 FIBA World Olympic Qualifying Tournaments | 4–10 July 2016                | Turin       | 1      | Хрватска         |
| Total                                          |                               |             | 12     |                  |